# Independent (musikalbum)
Independent är ett musikalbum av Kingdom Come. Det släpptes 2002 och var bandets tionde album om man räknar med deras livealbum Live & Unplugged samt deras samlingsalbum Balladesque

## Låtlista
1. "II Can Feel It" – 4:19
2. "Mother" – 4:08
3. "Tears" – 3:36
4. "Didn't Understand" –4:50
5. "Forever" – 4:50
6. "Need a Free Mind" – 4:43
7. "America" – 3:19
8. "Religion Needs No Winner" – 5:06
9. "Darling" – 4:01
10. "Do You Dare" –4:13
11. "Easy Talking Headline" – 4:31